# Forteresse de Čestin
La forteresse de Čestin (en serbe cyrillique : Средњевековни град Честин ; en serbe latin : Srednjevekovni grad Čestin) est située à Čestin, dans la municipalité de Knić et dans le district de Šumadija, en Serbie. Elle est inscrite sur la liste des monuments culturels protégés de la République de Serbie (identifiant no SK 251).